# إد كالاهان
إد كالاهان (بالإنجليزية: Ed Callahan)‏ هو لاعب كرة قاعدة أمريكي، ولد في 11 ديسمبر 1857 في بوسطن في الولايات المتحدة، وتوفي في 5 فبراير 1947 في نيويورك في الولايات المتحدة.

## وصلات خارجية
- إد كالاهان على موقعبيزبول رفرنس.كوم (الدوري الرئيسي) (الإنجليزية)